# ポップ・ウィル・イート・イットセルフ
ポップ・ウィル・イート・イットセルフ（Pop Will Eat Itself）とは、イングランドのオルタナティヴ・ロック・バンドである。略称はPWEI。ポッピーズ（The Poppies）とも称される。

## 概要
バーミンガムからのメンバーを加えて、1986年にウェスト・ミッドランズのスタウアブリッジで結成。デジタルビートとパンク・ロック、ラップ・ミュージックを合わせたデジロック（当時のイギリスではグレボと呼ばれていた）の先駆けとして評価を得て、後のEMF、ジーザス・ジョーンズ、プロディジーなどに影響を与える。
5枚のスタジオ・アルバムを発表した後、1996年に解散。その後、ベースのリチャード・マーチはビッグ・ビートのユニット、ベントレー・リズム・エースを結成。グラハム・クラブ、アダム・モール、ファズはヴァイルイーヴルズ (Vileevils)を結成する。
2005年に期間限定で復活ライブを行い、2010年、グラハム・クラブを中心に新メンバーを加えて再結成する。

## エピソード
- 同じバーミンガム出身のワンダー・スタッフ、ネッズ・アトミック・ダストビンとは非常に仲が良く、ワンダー・スタッフのマルク・トゥーリスはクリント、アダムと以前同じバンドに所属していた。
- パブリック・エネミー英国公演の前座に起用され、ヒップホップ・ファンの客から大ブーイングを受けた。
- 1990年に日本に一度来日したが、全く客が入らなかった上、1日で2回のライブを行った。それは後にシングルのタイトル名のネタになった。
- クリント・マンセルは雑誌のインタビューでトム・ウェイツの悪口を喋り、それがきっかけで殴り合いのケンカをしたことがある。
- 石野卓球は初期電気グルーヴの音楽性に多大な影響を受けたことを公言している[1]。

## メンバー

### 現メンバー
- グラハム・クラブ (Graham Crabb) - ボーカル、ドラム、キーボード、プログラミング
- メアリー・バイカー (Mary Byker) - ボーカル、キーボード、プログラミング
- デイヴィー・ベネット (Davey Bennett) - ギター、ベース
- リチャード・マーチ (Richard March) - ベース、ギター、キーボード、プログラミング
- アダム・モール (Adam Mole) - ギター、キーボード、プログラミング
- ファズ・タウンシェンド (Fuzz Townshend) - ドラム、キーボード、プログラミング

### 旧メンバー
- クリント・マンセル (Clint Mansell) -ボーカル、ベース、ギター、キーボード、プログラミング、サンプリング、ターンテーブル、ドラム
- ケリー・ハモンド (Kerry "The Buzzard" Hammond) - ギター
- ティム・マディマン (Tim Muddiman) - ギター、ベース、キーボード
- ジェイソン・ボウルド (Jason Bowld) - ドラム、プログラミング

## ディスコグラフィ

### スタジオ・アルバム
- 『ボックス・フレンジー』 - Box Frenzy (1987年)
- 『ジス・イズ・ジス』 - This Is the Day...This Is the Hour...This Is This! (1989年)
- 『ネ・ア・カ療法』 - Cure for Sanity (1990年) ※日本での通称は『アロア』。アートワークを担当したデザイナーズ・リパブリックの特徴的なカタカナ風タイポグラフィで、ジャケット上の「POP」の文字が『アロア』に見えることから。
- 『ルックス、それともライフスタイル』 - The Looks or the Lifestyle? (1992年)
- 『ドス・ディドス・ミス・アミーゴ』 - Dos Dedos Mis Amigos (1994年)
- New Noise Designed by a Sadist (2011年)
- A Lick of the Old Cassette Box (2013年) ※1996年録音
- Anti-Nasty League (2015年)

### ライブ・アルバム
- At Weird's Bar and Grill (1993年)
- The Radio 1 Sessions 1986-87 (1997年)
- Reformation: Nottingham Rock City 20.01.05 (2005年)
- Reformation: Birmingham Carling Academy 22.01.05 (2005年)
- Reformation: Birmingham Carling Academy 23.01.05 (2005年)
- Reformation: London Shepherds Bush Empire 24.01.05 (2005年)
- Reformation: London Shepherds Bush Empire 25.01.05 (2005年)
- On Patrol in the UK 2012 (2012年)

### コンピレーション・アルバム
- 『ナウ・フォー・ア・フィースト』 - Now for a Feast! (1988年) ※デビュー前の音源を収録
- 16 Different Flavours of Hell (Best of) (1993年)
- Wise Up Suckers (BMG best of) (1996年) ※BMG時代のベスト・アルバム
- PWEI Product 1986-1994 (Anthology) (2002年)
- The Best Of (2008年)[2]
- 『デフ・コムズ86-18』 - Def Comms 86-18 (2018年)

### リミックス・アルバム
- Two Fingers My Friends! (1995年) ※『ドス・ディドス・ミス・アミーゴ』のリミックス
- Reclaim the Game (Funk FIFA) (2014年)